# Paardensport op de Olympische Zomerspelen 2016 – Dressuur (team)
De teamdressuur op de Olympische Zomerspelen 2016 vond plaats van woensdag 10 tot en met vrijdag 12 augustus 2016. Regerend olympisch kampioen was de Britse ploeg. De wedstrijd bevatte twee onderdelen, te beginnen met de Grand Prix. Een vijf- of zeskoppige jury beoordeelde elke deelname apart in de GP, waarbij de ruiters dresseerden in een bak van zestig bij twintig meter. Elk onderdeel werd apart beoordeeld. In de tweede ronde, de Grand Prix Special, deden de ruiters van de beste zes landen opnieuw een vooraf ingestuurde dressuuroefening. Het gemiddelde van de drie ruiters per land in de twee onderdelen was de eindscore, die bepaald hoe de medailles werden verdeeld.

## Resultaten
| rang   | land             | ruiter                   | paard          | GP-score | GP-score | GPS-score | GPS-score | ts     |
| rang   | land             | ruiter                   | paard          | is       | ts       | is        | ts        | ts     |
| ------ | ---------------- | ------------------------ | -------------- | -------- | -------- | --------- | --------- | ------ |
| Goud   | Duitsland        | Sönke Rothenberger       | Cosmo          | 77,329   | 81,295   | 76,261    | 82,577    | 81,936 |
| Goud   | Duitsland        | Dorothee Schneider       | Showtime       | 80,986   | 81,295   | 82,619    | 82,577    | 81,936 |
| Goud   | Duitsland        | Kristina Bröring-Sprehe  | Desperados     | 82,257   | 81,295   | 81,401    | 82,577    | 81,936 |
| Goud   | Duitsland        | Isabell Werth            | Weihegold      | 80,643   | 81,295   | 83,711    | 82,577    | 81,936 |
| Zilver | Groot-Brittannië | Spencer Wilton           | Super Nova II  | 72,686   | 79,252   | 73,613    | 77,937    | 78,595 |
| Zilver | Groot-Brittannië | Fiona Bigwood            | Orthilia       | 77,157   | 79,252   | 74,342    | 77,937    | 78,595 |
| Zilver | Groot-Brittannië | Carl Hester              | Nip Tuck       | 75,529   | 79,252   | 76,485    | 77,937    | 78,595 |
| Zilver | Groot-Brittannië | Charlotte Dujardin       | Valegro        | 85,071   | 79,252   | 82,983    | 77,937    | 78,595 |
| Brons  | Verenigde Staten | Allison Brock            | Rosevelt       | 72,686   | 76,971   | 73,824    | 76,363    | 76,667 |
| Brons  | Verenigde Staten | Kasey Perry-Glass        | Dublet         | 75,229   | 76,971   | 73,235    | 76,363    | 76,667 |
| Brons  | Verenigde Staten | Steffen Peters           | Legolas        | 77,614   | 76,971   | 77,614    | 76,363    | 76,667 |
| Brons  | Verenigde Staten | Laura Graves             | Verdades       | 78,071   | 76,971   | 80,644    | 76,363    | 76,667 |
| 4      | Nederland        | Edward Gal               | Voice          | 75,271   | 76,043   | 73,655    | 74,991    | 76,667 |
| 4      | Nederland        | Diederik van Silfhout    | Arlando        | 75,900   | 76,043   | 76,092    | 74,991    | 76,667 |
| 4      | Nederland        | Hans Peter Minderhoud    | Johnson        | 76,957   | 76,043   | 75,224    | 74,991    | 76,667 |
| 4      | Nederland        | Adelinde Cornelissen     | Parcival       | opgave   | opgave   | opgave    | opgave    | 76,667 |
| 5      | Zweden           | Mads Hendeliowitz        | Jimmy Choo Seq | 71,771   | 75,319   | 71,681    | 74,370    | 74,845 |
| 5      | Zweden           | Juliette Ramel           | Buriel         | 74,943   | 75,319   | 72,045    | 74,370    | 74,845 |
| 5      | Zweden           | Patrik Kittel            | Deja           | 74,586   | 75,319   | 73,866    | 74,370    | 74,845 |
| 5      | Zweden           | Tinne Vilhelmson Silfvén | Don Auriello   | 76,429   | 75,319   | 77,199    |           | 74,845 |
| 6      | Denemarken       | Anders Dahl              | Selten         | 69,900   | 74,276   | 71,232    | 74,346    | 74,311 |
| 6      | Denemarken       | Agnete Kirk Thinggaard   | Jojo           | 72,229   | 74,276   | 72,465    | 74,346    | 74,311 |
| 6      | Denemarken       | Cathrine Dufour          | Cassidy        | 76,657   | 74,276   | 76,050    | 74,346    | 74,311 |
| 6      | Denemarken       | Anna Kasprzak            | Donnperignon   | 73,943   | 74,276   | 74,524    | 74,346    | 74,311 |